# Jean Baptiste Bory de Saint-Vincent

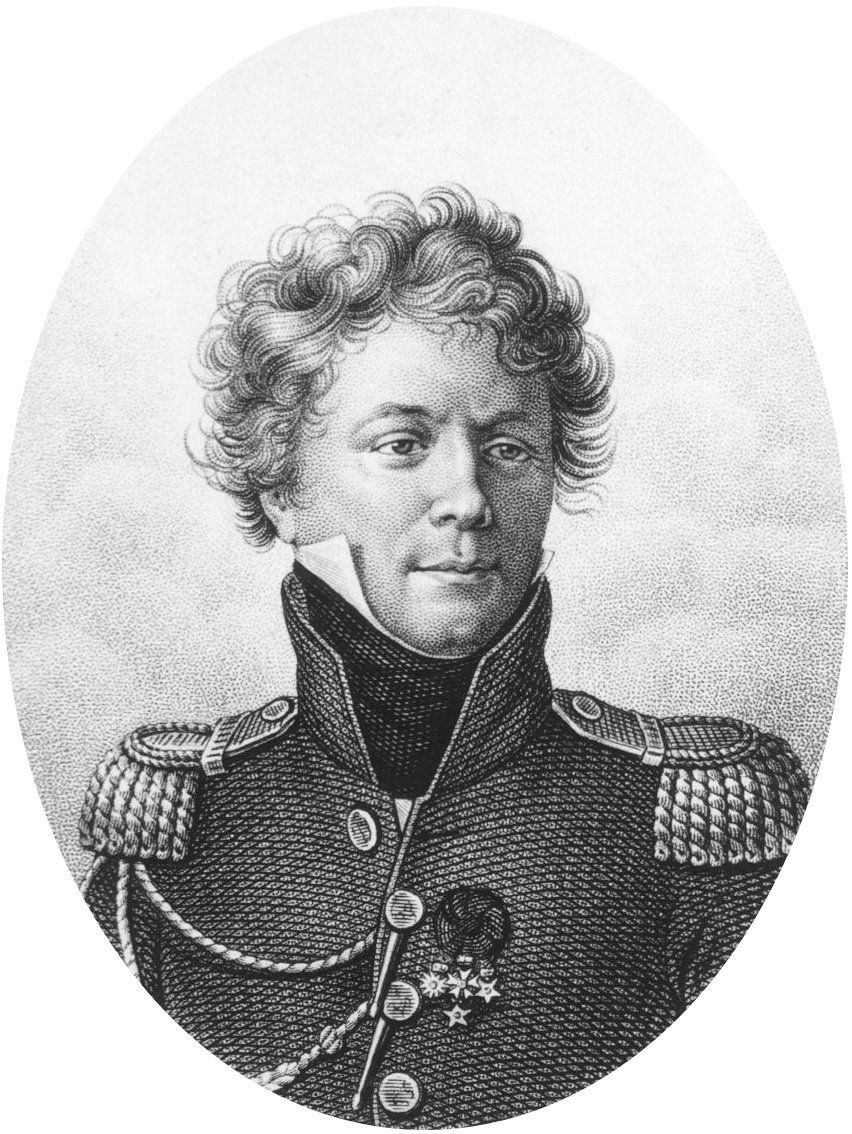
Jean Baptiste Bory de Saint-Vincent.

Jean Baptiste Georges Geneviève Marcellin Bory de Saint-Vincent (* 6. Juli 1780 in Agen; † 22. Dezember 1846 in Paris) war ein französischer Naturforscher, Botaniker und Oberst. Sein offizielles botanisches Autorenkürzel lautet „Bory“. Sein sehr langer Name wurde auf verschiedene Arten verkürzt wiedergegeben, so als Jean Baptiste Bory de Saint-Vincent, Jean Baptiste Marcellin oder Jean Baptiste George Marie.

## Leben und Wirken
Bory wurde in Agen geboren. 1787 zog die Familie mit ihm nach Bordeaux.
Nach dem Tod seines Vaters, Bory de Saint-Vincent de Géraud, ging er 1799 zum Militär. Seine Mutter war die Magdeleine Journu. Im September 1800 heiratete er Anne-Charlotte Delacroix de la Thébaudais. Aus der Ehe gingen zwei Töchter Augustine Clotilde Marie Bory de Saint-Vincent (1801–1850) und Hyppolyte Clotilde Claudine Bory de Saint-Vincent (1803–1856) hervor. Seine Frau starb 1823. Seine zweite Ehefrau war die Maria Gros mit ihr hatte er zwei weitere Kinder, Isabelle Atanagilde Bory de Saint-Vincent und Jeanne Geneviève Cassilda Bory de Saint-Vincent.
Bory schiffte sich im Oktober 1800 ein, um als Naturgeschichtler an der Weltexpedition von Nicolas Baudin von 1800 bis 1804 teilzunehmen. Bory verließ das Schiff in Mauritius im März 1801. Er verbrachte zwei Jahre mit der Erforschung von Réunion und weiteren Inseln. Am 25. Oktober 1801 erlebte er einen Ausbruch des Vulkans Piton de la Fournaise auf Réunion. Am 11. Juli 1802 kehrte er ins französische Mutterland zurück.
Bory trat nach der Heimkehr wieder in die Armee ein. Er war bei der Schlacht von Ulm und der Schlacht von Austerlitz dabei. 1808 ging er mit dem Marschall Nicolas-Jean de Dieu Soult nach Spanien. Nach dem Ende von Napoleons Herrschaft wurde er zu fünfjährigem Exil gezwungen. Erst 1820 konnte er nach Paris zurückkehren.
1829 wurde er zum Leiter einer wissenschaftlichen Expedition zum Peloponnes ernannt. 1839 unternahm er eine Forschungsreise nach Algerien.
Bory war Herausgeber des „Dictionnaire classique d’histoire naturelle“ (1822–1831).

## Mitgliedschaften
Als 1838 La Société Cuvierienne gegründet wird, war er eines der 140 Gründungsmitglieder der Gesellschaft. Seit 1808 war er Mitglied der Académie des sciences. Die Académie royale des Sciences, des Lettres et des Beaux-Arts de Belgique nahm ihn 1829 als korrespondierendes Mitglied auf; 1845 wurde er assoziiertes Mitglied.

## Taxonomische Ehrung
Die Gattung Borya der Pflanzenfamilie der Ölbaumgewächse (Oleaceae) ist nach ihm benannt worden.

## Werke
- Essai sur les Iles fortunées et l’antique Atlantide, ou précis de l’histoire générale de l’archipel des Canaries. Paris 1803.
- Voyage dans les quatre principales îles des mers d’Afrique. Paris 1804 (3 Bände).
- Annales des sciences physiques. (8 Bände; 1819–21).
- Voyage souterrain, ou description du plateau de Saint-Pierre de Maestricht et de ses vastes cryptes. Paris 1821.
- Expédition scientifique de Morée. Paris und Straßburg 1832 (archive.org).
- Zusammen mit Chaubard: Nouvelle flore du Péloponnèse et des Cyclades. Paris 1838.
- L’homme, essai zoologique sur le genre humain. 2. Auflage. Paris 1827 (2 Bände).